# Hygrobia davidi
Hygrobia davidi is een keversoort uit de familie Pelobiidae. De wetenschappelijke naam van de soort is voor het eerst geldig gepubliceerd in 1883 door Bedel.